# Bahía Esbensen
Bahía Esbensen (en inglés: Esbensen Bay) es una pequeña bahía de 1 milla náutica (2 km) ubicada al suroeste de la roca Nattriss, a lo largo del extremo sureste de la isla San Pedro, en el archipiélago de las islas Georgias del Sur. Fue trazada por la 2ª Expedición Antártica alemana, 1911-1912, bajo Wilhelm Filchner, y fue nombrado para capitán Wictor Esbensen, gerente de la estación ballenera Compañía Argentina de Pesca en Grytviken, la primera estación de la caza de ballenas en tierra en la Antártida.